# Лотова, Людмила Ивановна
Людми́ла Ива́новна Ло́това (16 сентября 1929, Москва — 4 сентября 2017) — советский и российский ботаник, педагог, специалист по анатомии растений, доктор биологических наук (1982), профессор МГУ.

## Биография
Родилась в Москве 16 сентября 1929 года. В 1952 году после окончания МГУ осталась работать в университете. В 1957 году защитила кандидатскую диссертацию. В 1983 году защитила докторскую диссертацию по разнообразию анатомии коры хвойных растений. В 1992 году присвоено звание профессора. Умерла 4 сентября 2017 года.

## Научная и педагогическая деятельность
Исследования Лотовой связаны с анатомией и морфологией растений и с использованием морфологических и анатомических данных в филогенетике растений. В 1980-х годах она курировала разработку методов использования данных анатомии растений в судебно-медицинской экспертизе. Она была основателем и многолетним руководителем научной школы по таксономической анатомии растений. Пересмотрела и усовершенствовала терминологию, используемую в российской анатомии растений. Была членом программных комитетов двух конференций.
Известна также как педагог и методист в области биологического образования. Она опубликовала более 30 учебных пособий по цитологии растений, анатомии растений и полевой ботанике. Руководила подготовкой 6 кандидатских диссертаций.

## Признание заслуг
Лотова награждена орденом «За заслуги перед Отечеством» II степени, медалью «Ветеран труда».
В 2019 году состоялся международный симпозиум, посвященный 90-летию Людмилы Ивановны Лотовой.

## Публикации
Опубликовала более 150 научных работ, в том числе несколько монографий, была одним из авторов Большой Российской энциклопедии:
- Лотова Л. И. Анатомия коры хвойных / Отв. ред. В. Н. Тихомиров. — М.: Наука, 1987. — 150 с.
- Лотова Л. И. Морфология и анатомия высших растений. — М.: Эдиториал УРСС, 2000. — 526 с. — ISBN 5-8360-0140-5.

- Лотова Л. И., Тимонин А. К. Анатомия коры розоцветных (Rosaceae): разнообразие, эволюция, таксономическое значение. — М.: Товарищество науч. изд. КМК, 2005. — 264 с. — ISBN 5-87317-207-2.
- Лотова Л. И., Нилова М. В., Рудько А. И. Словарь фитоанатомических терминов. Учебное пособие. — М.: Издательство ЛКИ, 2007. — 112 с. — ISBN 978-5-382-00179-1.
- Лотова Л. И. Ботаника : морфология и анатомия высших растений: учебник для студентов высших учебных заведений, обучающихся по биологическим специальностям.. — Изд 5-е, доп.. — М.: ЛИБРОКОМ, 2013. — 508 с. — ISBN 978-5-397-03870-6.